# ۱۰۶۲ (قمری)
۱۰۶۲ (قمری)، هزار و شصت و دومین سال در گاهشماری هجری قمری است. اول محرم این سال برابر با چهاردهم دسامبر سال ۱۶۵۱ میلادی است.

## وابسته
- فاضل اصفهانی